# Transporteffizienz
Transporteffizienz ist eine Kenngröße in der Logistik, mit der ein möglichst schneller und kapazitätsreicher Gütertransport oder Personenverkehr bei möglichst geringem Energieverbrauch bezeichnet ist.

## Effizienzfaktoren
Traditionell werden bei der Bestimmung der Transporteffizienz Faktoren wie Fassungsvermögen, Beförderungsdauer und Frachtkosten herangezogen: 

„Die Transporteffizienz eines Verkehrssystems lässt sich am Aufwand ablesen, der für eine gegebene Transportaufgabe einzubringen ist. Dabei ist die Transportaufgabe durch die Transportstrecke und das zu befördernde Transportgut vorgegeben. Der hierfür notwendige Aufwand wird durch die Faktoren Zeit, Energie und Kosten beschrieben.“

Neuere Ansätze berücksichtigen auch Aspekte wie die Sicherheit der transportierten Güter und die Klimabilanz jedes einzelnen transportierten Gutes oder jeder Reise.

## Erweiterte Ansätze
Zur Definition und Verbesserung der Transporteffizienz werden heute immer öfter weitere Kennzahlen und Einflussfaktoren herangezogen
Technische Einflussfaktoren
- Der wichtigste Einflussfaktor ist die Auslastung der Transportbehälter bzw. -Fahrzeuge (effiziente Ladeeinheiten), auch wird über Ladehilfsmittel das Transportgewicht beeinflusst.
- Eine Reduzierung des Leergewichtes spielt z. B. bei Bahn-Triebwagen, Lkw und Pkw eine wichtige Rolle, um den Energieverbrauch zu senken und die Transportkapazität zu erhöhen. Leichtbaumaterialien (z. B. Aluminium, kohlenstofffaserverstärkter Kunststoff, hochfeste Stähle) senken das Leergewicht, so dass mehr Nutzlast transportiert werden kann.
- Der Luftwiderstand macht bei höheren Geschwindigkeiten einen großen Teil des Energieverbrauchs aus; daher verbessert eine gute Aerodynamik die Transporteffizienz des Verkehrsmittels.[3] Bei Flugzeugen ist der Luftwiderstand nicht beliebig reduzierbar, da über ihn tw. Auftrieb erzeugt wird. Im Bereich Schiffstransport ist die Geschwindigkeit ebenso ein wesentlicher Einflussfaktor.
- Ein Großteil des weltweiten Transportverkehrs nutzt Erdölkraftstoffe als Energiequelle. Deshalb spielt die Entwicklung verbrauchsärmerer Motoren eine wichtige Rolle für die Verbesserung der Transporteffizienz (vgl. auch Energieeinsparung bei Verkehrsmitteln).

Umweltaspekt
Vor dem Hintergrund eines prognostizierten Anstiegs der weltweiten Transportleistung (Transportvolumens) durch die zunehmende Globalisierung wird die Nachhaltigkeit immer wichtiger. So gilt es etwa, Transporte nicht nur besonders wirtschaftlich, sicher, schnell und pünktlich ans Ziel zu bringen, sondern auch umweltfreundlich, insbesondere klimaschonend ("Green Transport"). Zusätzlich verringern ökologischere Fahrzeuge nicht nur die Kosten für den Energiebedarf beim Transport, sondern reduzieren zugleich Aufwendungen für Umweltabgaben. Auch Ansätze, die Verkehrsinfrastruktur besser zu nutzen, haben Einfluss auf die Transporteffizienz.
Alternative Energieträger reduzieren den Verbrauch von Erdöl und ermöglichen einen nahezu klimaneutralen Transport, beispielsweise Strom aus Wasserkraft, der ins Eisenbahn-Stromnetz eingespeist wird. Einige Biokraftstoffe für Pkw und Nutzfahrzeuge wie etwa BTL (Biomass-to-Liquid) erfüllen dieses Ziel ebenfalls.
Gesamtkosten
Bei der Betrachtung der Transporteffizienz werden neben klassischen Faktoren wie Kapazitäten, Beförderungsdauer und Frachtkosten noch weitere, „weiche“ Variablen hinzugenommen. Sie spielen bei der Berechnung und dem Vergleich von Verkehrsmitteln, -wegen usw. eine Rolle und helfen, unnötige Transportkosten zu vermeiden: Zuverlässigkeit und Flexibilität des Verkehrsmittels sowie die Sicherheit, dass beförderte Waren unbeschädigt am Ziel ankommen tragen dazu bei, Risiken und mögliche Zusatzkosten zu minimieren. Aus betriebswirtschaftlicher Sicht, also für Transportunternehmer, ist Transporteffizienz gleichbedeutend mit einer Optimierung der Fahrzeuggesamtkosten (Total Cost of Ownership, TCO).